# Battaglia della foresta di Baduenna
La battaglia della foresta di Baduenna si svolse nell'anno 28 d.C. tra l'esercito romano guidato da Lucio Apronio e una coalizione di tribù dei Frisi.

## Preludio alla battaglia
I Frisi erano tributari dei Romani fin dai tempi di Druso (il tributo consisteva nella fornitura di pelli di bue per uso militare). Tuttavia, Olennio, un primipilo incaricato dell'amministrazione dei Frisi, scelse pelli di bisonte. Ciò portò notevole difficoltà ai Germani, poiché le foreste erano piene di bestie di grossa taglia, mentre il bestiame addomesticato era di piccole dimensioni.
Nel 28 i Frisi provarono risentimento e decisero di catturare e crocifiggere i soldati incaricati di riscuotere il tributo; Olennio si nascose in un castello di nome Flevo, mentre un manipolo di cittadini e di alleati presidiò i litorali dell'Oceano.

## Forze in campo
Apronio disponeva di distaccamenti di legionari e uomini scelti, ausiliari di fanteria e di cavalleria, richiamati dalla Germania superiore e affidati a Cetego Labeone, legato della Legio V Alaudae, oltre a cinque coorti leggere.

## Battaglia
Lucio Apronio, governatore  della Germania inferiore, richiamò quindi dalla provincia superiore distaccamenti di legionari e uomini scelti, ausiliari di fanteria e di cavalleria, i quali discesero il corso del Reno lanciandosi contro i nemici. Inoltre, rinforzò i più vicini estuari con terrapieni e ponti per il traghettamento delle truppe pesanti e, trovati dei guadi, diede ordine all'ala dei Canninefati e alla fanteria germanica di circondare il nemico alle spalle.
Tuttavia, i Frisi riuscirono a respingere le truppe ausiliarie e i cavalieri delle legioni. Per questo, furono inviate tre coorti leggere, poi ancora due e delle ali di cavalleria, senza aggiungere sostegno ai combattenti. Apronio affidò le rimanenti truppe ausiliarie a Cetego Labeone, legato della Legio V Alaudae.

## Conseguenze
Al termine della battaglia la Legio V riuscì a respingere i Frisi mettendo in salvo le coorti e le ali, perdendo tuttavia novecento legionari presso la foresta di Baduenna e un manipolo di quattrocento legionari che decisero di suicidarsi dopo aver occupato la villa di Cruptorige.
Tacito riporta che:
(Tacito, Annales, IV, 74, trad. di Crescenzo Formicola.)